# Sphagnum hypnoides
Sphagnum hypnoides là một loài rêu trong họ Sphagnaceae. Loài này được (A. Braun ex Bruch) Brid. mô tả khoa học đầu tiên năm 1827.